# Bjerregård (Holmsland Klit)
 For alternative betydninger, se Bjerregård. (Se også artikler, som begynder med Bjerregård)
Bjerregård er et sommerhusområde på Holmsland Klit mellem Hvide Sande og Nymindegab. Bjerregård tilhører i dag Ringkøbing-Skjern Kommune. Sommerhusområdet var indtil kommunalreformen i 2007 en del af Holmsland Kommune.

## Bjerregård Plantage
Bjerregård Plantage er en skov beliggende på Holmsland Klit. Plantagen blev etableret i 1955 og dækker et areal på cirka 7 hektar. I dag fungerer den som Naturrum Bjerregård, der er dedikeret til naturformidling og oplevelser.
Naturrummet giver besøgende mulighed for at udforske den varierede natur på Holmsland Klit, herunder skovområder, klitlandskaber og Vesterhavets kystlinje.
Plantagen gennemgår i øjeblikket en transformation, hvor fokus skifter fra traditionel skovdrift til at fremme biodiversitet og skabe optimale livsbetingelser for flora og fauna.
Naturrummet er et resultat af et samarbejde mellem lokale interessenter såsom Kirksvej Blåvand og "Feriepartner Hvide Sande". Kunstneren Allan Bo Jensen har bidraget med træskulpturer.

## Bjerregård som sommerhusområde
Bjerregård er kendt for sine smukke lyngområder og høje klitter og er en populær destination for turister fra Danmark og Tyskland. Bjerregård byder på en bred sandstrand og er et oplagt feriemål for naturelskere, vandsportsudøvere, fugleinteresserede og for dem, der ønsker en ferie ved Vesterhavet.

## Vandsport
Med den rolige Ringkøbing Fjord på den ene side og Vesterhavet på den anden, er Holmsland Klit et oplagt sted at besøge for vandsportsudøvere. Nybegynderne kan øve sig i fjorden, mens de øvede kan boltre sig i Vesterhavets bølger.

## Tipperne
I den sydlige ende af Ringkøbing Fjord ligger Tipperne. Tipperne er et fuglereservat og tiltrækker fugleentusiaster fra nær og fjern. Her kan der opleves sjældne fugle, og fuglereservatet er et af de vigtigste i Europa.

## Historie
Bjerregård har dybe rødder i historien, der strækker sig tilbage til det 18. århundrede. Et af de mest markante træk ved Bjerregård er dets forbindelse til strandfogeder og deres gård, Gl. Bjerregård, der har været et centralt element i områdets udvikling gennem årtierne.
Gl. Bjerregård blev opført i 1796 af assessor H.P. Ammidsbøll fra Ringkøbing og blev senere købt af Iver A. Heide, den første strandfoged på gården. Gennem årene har gårdens rolle været afgørende for lokalsamfundet, og flere generationer af strandfogeder har boet og arbejdet her. Den dag i dag er en efterkommer af disse familier fortsat strandfoged på gården, hvilket understreger den historiske kontinuitet og forankring i området.
Bjerregård har også været vidne til flere dramatiske skibsforlis langs dens kyst. Navne på veje i området, såsom P. Chr. Dahlsvej og Beautyvej, vidner om disse begivenheder og minder os om den farlige, men også fascinerende, historie, der er knyttet til havet og dets indflydelse på lokalsamfundet.
Vejnavnene i Bjerregård afspejler områdets maritime arv og historie. P. Chr. Dahlsvej ærer strandfoged Peder Chr. Dahl, mens Beautyvej minder om forliset af fiskesmækken "Beauty" i 1887. Arvidvej, Henriettevej og Auroravej hylder skibene "Arvid", "Henriette Christine" og "Aurora", der alle oplevede dramatiske forlis i området. Rebekkavej minder om Rebekka, der flyttede til Gl. Bjerregård efter sin kærlighed til den unge toldbetjent Iver A. Heide.